# SUNSUNニュース
『SUNSUNニュース』（サンサンニュース）は、高知さんさんテレビにて放送されているニュース番組の名称である。この項では『KSS SUNSUNニュース』と、21時前に放送されるミニニュース枠（現在は『プライムニュース&天気』）についても記す。

## KSS SUNSUNニュース
『KSS SUNSUNニュース』とは、日曜朝・昼の『産経テレニュースFNN』のタイトル差し替えで放送されていたニュース番組である。
『産経テレニュースFNN』終了後の2016年4月3日からは、下記のどちらの時間もフジテレビに準拠したタイトル（朝は『FNNニュース』、昼は『FNNスピークWeekend』）で放送されているため、現在はこのタイトルで放送されるニュース番組はない。

### 放送時間
最終放送となった2016年3月27日時点のもの。

#### 朝
- 日曜 6:00 - 6:15 （JST）

#### 昼
- 日曜 11:50 - 12:00 （JST）

## 21時前のニュース枠
21時前に放送されているスポットニュース番組枠について記す。
SUNSUNニュース&お天気
『FNNニュース』→『FNNレインボー発』→『FNN NEWS Pick Up』のローカル差し替えタイトル。開局以来、2015年3月29日まで放送されていた。
なお、1999年4月1日から1年間、平日午後のワイドショー『2時のホント』の直後にも『FNNレインボー発』が放送されていたが、高知さんさんテレビでは夜とは異なり、タイトルを改変せずに放送されていた（前身番組である『FNNニュース3:50』も同様の措置）。
SUNSUNこんやのニュース
『こんやのニュース』のローカル差し替えタイトル。2015年3月30日から2016年10月1日まで放送していた。
ユアタイム クイック
2016年10月3日から2017年10月1日までは『ユアタイム クイック』として放送され、タイトルを完全にフジテレビのものに統一。開局以来史上初めて「SUNSUN」のタイトルがつかない。
THE NEWSα Pick
2017年10月2日から2018年3月31日までは『THE NEWSα Pick』として放送。
プライムニュース&天気
2018年4月1日より放送している現行番組。フジテレビ発の21時前のスポットニュースは『THE NEWSα Pick』を以って廃枠となったが、高知さんさんテレビではこの方針に対し、21時前の番組を20:54で飛び降りたうえで、ローカルニュースを編成することでスポットニュース枠を維持している。
放送時間は2分短縮され、月曜から土曜の放送となる（日曜は廃枠）。
2019年春改編でFNNの「プライムニュース」ブランドが「Live News」ブランドに置き換えられたが、本番組は『プライムこうち』『プライムこうちF』ともども放送を継続している。

### 放送時間
※現在の「プライムニュース&天気」の放送時間。
- 月曜 - 土曜 20:54 - 20:57